# Marian Gawalewicz
Marian Gawalewicz (21. října 1852 Lvov – 26. května 1910 Lvov) byl polský spisovatel, novinář a divadelní kritik.

## Životopis
Vystudoval gymnázium ve Lvově, poté začal studovat na Vysoké škole technické v Krakově a na filozofické fakultě Jagellonské univerzity. V roce 1868 debutoval ve lvovském tisku jako romanopisec a básník. Přispíval do Szkice Społeczne i Literackie, Kurier Warszawski, Tygodnik Powszechny, Kłosy, Romans i Powieść, Tygodnik Ilustrowany a Bluszcz. V letech 1899-1901 byl uměleckým ředitelem Lidového divadla ve Varšavě. Poté sloužil v této funkci v lvovském městském divadle (1909-1910). Byl také ředitelem Velkého divadla v Lodži v letech 1903-1905.
Jeho životní partnerkou byla Gabriela Zapolska. Je pochován na Łyczakowském hřbitově blízko Gabriely Zapolské a Władysława Bełzy.

## Dílo
- Królowa niebios
- Od jutra
- Znak zapytania
- Drugie pokolenie
- Warszawa
- Szkice i obrazki
- Ćma
- Gąbka – Opowieść ze wspomnień redakcyjnych